# به من حس جوانی می‌دهی
به من حس جوانی می‌دهی (انگلیسی: You Make Me Feel So Young) یکی از آهنگ‌های عامه پسند محصول سال ۱۹۴۶ که توسط ورا-الن و چارلز اسمیت در فیلم سه دختر آبی پوش خوانده شد. آهنگساز این اثر جوزف مایرو و ترانه‌سرا ماک گوردن بودند.
ابن آهنگ ده سال بعد سال ۱۹۵۶ توسط خواننده معروف فرانک سیناترا خوانده شده. البته این آهنگ توسط خوانندگان بسیاری مانند الا فیتزجرالد، هلن ردی و مایکل بوبله دوباره خوانی شد.